# اورامان
اورامان یا هه‌ورامان (به لاتین: Hewraman) نام منطقه‌ای کوهستانی در غرب ایران و شرق عراق است که ساکنان آن کُرد هستند و به گویش هورامی یکی از شاخه‌های زبان گورانی سخن می‌گویند.
پیشینه سکونت در این منطقه به پیش از تاریخ برمی‌گردد که کشف قباله‌های اورامان وجود حاکمیت آشوریان، مادها، هخامنشیان و یونانیان را تأیید کرده است. کهن‌ترین آثار سکونت انسان در بررسی‌ها و کاوش‌های باستان‌شناسی در اطراف روستای هجیج یافت شده و مربوط به دوران پارینه‌سنگی است که طبق گزارش باستان‌شناسان بیش از ۴۰ هزار سال تا حدود ۱۲هزار سال قدمت دارند. معماری پلکانی اورامان تخت و خانه‌های دیدنی آن، روستا را به‌شکل هرم‌گونه درآورده است که در راس این هرم قلعه‌ای باستانی قرار دارد.
منطقه اورامانات منطقه‌ای فرهنگی در غرب کشور بین دو استان کردستان و کرمانشاه واقع شده که دارای کوه‌ها و رودهای خروشان است. وجود این عوامل طبیعی دره‌هایی را شکل داده که ساکنان اورامانات، هزاران سال در تعامل با طبیعت زندگی کرده و این تعامل را می‌توان در باغ‌های پلکانی، معماری پلکانی زندگی هوار نشینی (کوچ گاه‌های موقت)، جشن‌ها و آیین‌های اصیل، صنایع‌دستی منحصر بفرد منطقه و… مشاهده کرد.

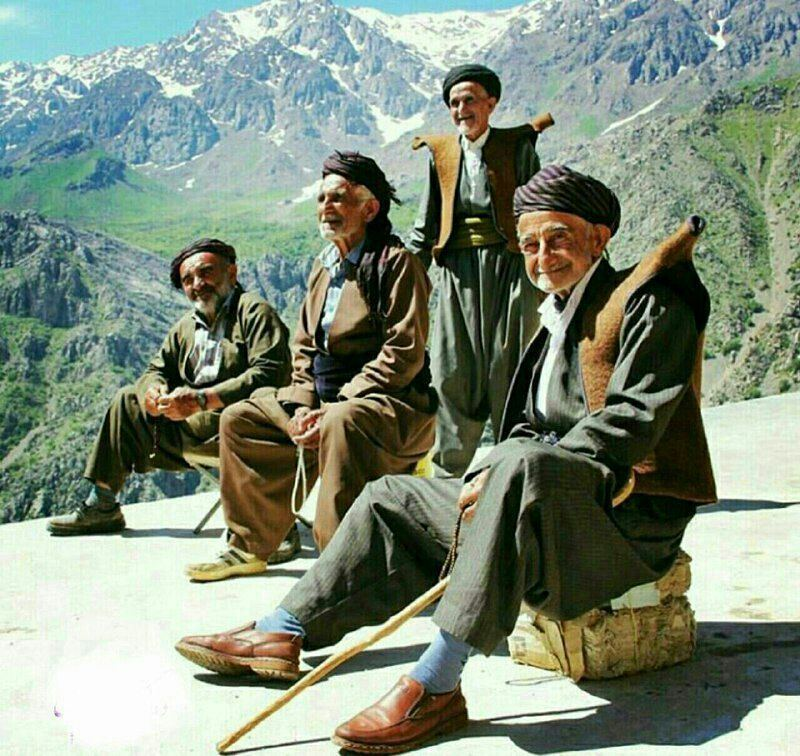
گروهی از مردان هورامی با لباس کردی در هورامان

این محدوده شامل بیش از ۷۰۰ روستا، شهر و شهرستان از جمله سروآباد، قسمتی از سنندج و کامیاران در استان کردستان و شهرستان، پاوه در استان کرمانشاه و همچنین بخشی از آن مربوط به استان سلیمانیه در کشور عراق است. اورامانات بیست و ششمین اثر جهانی از ایران است که در فهرست میراث جهانی یونسکو ثبت شده است. پیش از این «منظر فرهنگی بم» و «منظر فرهنگی میمند» در این فهرست جای‌داده شده بودند.

## نام
نام «اورامان» از دو بخش آور (آتش) و مان (مکان، سرزمین) ساخته شده و به معنی سرزمین آتش است.
همچنین گفته شده اورامان نام یکی از سرزمین های دینی زرتشت است و به خاطر گرایش مردم این منطقه به این دین در گذشته به این نام خوانده شده است.

## آب‌وهوا و پوشش‌گیاهی
آب‌وهوای منطقه اورامان کوهستانی است در نتیجه در زمستان در منطقه اورامان شاهد برف سهمگینی هستیم که در برخی مکان‌ها مانند گردنه ژالانه، این برف به ۲ تا ۳ متر می‌رسد. چشمه‌ها و چراگاه‌های بسیاری دارد. در دامنه کوه‌های اورامان باغ‌های زیبایی وجود دارد که سبب شده دامداری در کنار باغداری پیشه اصلی مردم شهر باشد.

## معماری
معماری پلکانی اورامان تخت و خانه‌های دیدنی آن، روستا را به‌شکل هرم‌گونه درآورده است که در راس این هرم قلعه‌ای باستانی قرار دارد. معماری پلکانی این خانه‌ها باعث شده است تا به روستای هزار ماسوله مشهور شود و به شکلی است که حیاط هر خانه پشت‌بام خانه‌ای دیگر است. معماری اورامانات و سرسبزی این منطقه کوهستانی رؤیایی، گویی پله‌هایی به‌سمت بهشت را تصویر می‌کند.

## جغرافیا

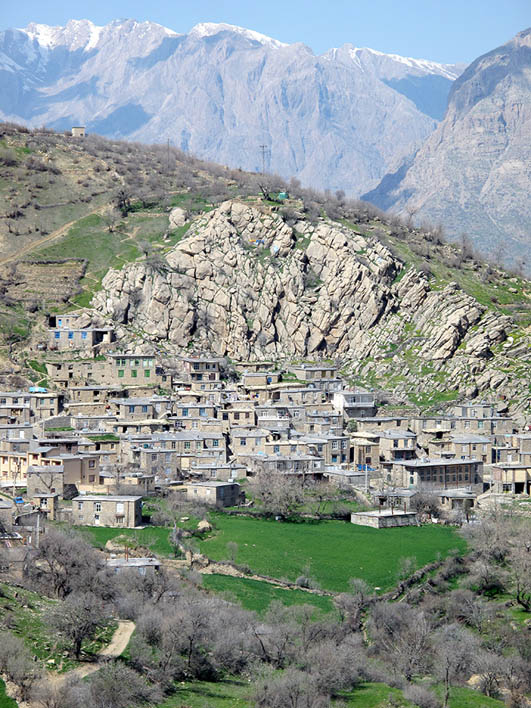
یک روستای تیپیک در اورامان با معماری پله‌ای

این منطقه بیشتر کوهستانی و دارای دره‌های پرپیچ و خم و عمیق و رودبارهای بی شمار است. از مجموع آب این چشمه‌ها و رودبارها دو رودخانه سیروان و لیله پایه‌ریزی می‌شوند که در نقطه‌ای به نام دروله در نزدیکی مرز ایران و عراق به هم می‌پیوندند. از میان این چشمه‌ها می‌توان چشمه بل را نام برد که با دبی ۳۰۰۰ تا ۴۰۰۰ لیتر در ثانیه پرآب‌ترین آنهاست و به سیروان می‌ریزد و از سویی رودی که از آن پایه‌ریزی می‌شود کوتاهترین رود جهان است.
هر چند که بخش بزرگی از منطقه اورامان (هورامان) از کوه‌های بلند و پربرف ساخته می‌شود. اما در ارتفاعات پائین‌تر و در دامنه همین کوه‌ها جنگلهای متراکم کم و بیش وسیعی وجود دارند. پوشش جنگلی این ناحیه همچون پوشش عمومی رشته‌کوه زاگرس بیشتر از درختان بلوط است. درختان دیگری مانند گلابی‌وحشی و زالزالک نیز به تعداد چشمگیری یافت می‌شود. این جنگلها از دیرباز تأمین‌کننده سوخت زمستانی اهالی منطقه بوده‌اند.
بخش بزرگی از اورامان در استان کرمانشاه و کردستان و بخش کوچکتری در حلبچه در خاک عراق واقع است. از مناطق مهم شهری آن نیز می‌توان به پاوه، نوسود، نودشه، بیاره و حلبچه اشاره کرد، که البته در شهرهایی نظیر سنندج، کرمانشاه، و تهران نیز از طریق مهاجرت مردم هورامی زبان ساکن شده‌اند. هورامان روی هم رفته خود به چند بخش تقسیم می‌شود که عبارت اند از هورامان لهون، هورامان تخت و ژاورو.

### آب و هوا
به دلیل کوهستانی بودن این روستا و دشت‌های سرسبز و چشمه‌های جوشان آب و هوا در بهار و تابستان خنک بوده و در زمستان هوا بسیار سردتر خواهد بود.

## تاریخ
بر اساس تحقیقات باستان‌شناسی قدیمی‌ترین ساکنین غرب ایران که اورامان امروزه نیز جزئی از آن است؛ مردمانی به نام کرتو در حدود هزاره هشتم قبل از میلاد بودند که معیشتی مبتنی بردامداری و زندگی ای کوچ‌نشینی داشتند که بعدها و در حدود هزاره دوم قبل از میلاد اولین دسته از آنان یکجانشین شدند و اولین شهر را در اورامان بنا نهادندکه این شهر معروف باستانی «ءاتوور» نام داشت که توسط آشوریان حدود سه هزار سال پیش به آتش کشیده شده است که اکنون در زیر تلی از خاک مدفون است و در منطقه ای به نام آتورگه قرار داشته است که آتورگه نام قدیمی مکانی در مجاورت پاوه امروزه است که شامل «حد فاصل بانوره تا روستای زردوئی» می‌باشد که حتی نام روستای زردوئی تا حدود ۲۰۰ سال پیش «آتورگه» بوده است که بعدها به زردوئی تغییر نام یافت بنابراین اولین یکجانشینان مردم هورامان اجداد مردم زردوئی هستند.
در سال ۱۳۰۵ شمسی به صورت اتفاقی در غاری واقع دره تنگیور پالنگان در کامیاران کنونی خمره ای پر از دانه ارزن پیدا شد که در میان آن نوشته‌ای به خط یونانی (تمدن هلنیسیم) و پهلوی اشکانی بر پوست آهو وجود داشت؛ این نوشته که به (بنچاق اورامان) مشهور شد که تا کنون و در کل هورامان کنونی این سند نوشتاری قدیمی‌ترین سند کشف شده در کل منطقه است که مربوط به منطقه پالنگان است که نشان از قدمت طولانی‌تر پالنگان نسبت به کل مناطق هورامان دارد و بیانگر آن است که قدیمی‌ترین ساکنین پالنگان زبانی شبیه مردم حاشیه دریای خزر (پارتی اشکانی)آن زمان داشته‌اند و از آن مناطق به پالنگان آمده‌اند که این منطقه بعدها سکونت گاه اولیه مردمان گوران گردید که این مردمان گوران هنگام مهاجرت از حاشیه دریای مازندران به غرب ایران در حدود ۳۰۰۰ سال قبل؛ بعلت اینکه منطقه پالنگان دارای چشمه‌های پرآب و دره‌های زیبا مانند دره زیبای تنگیور بوده است در این قلعه و مناطق مجاور آن ساکن شده و به مرور زمان با ازدیاد جمعیت در سرتاسر سرزمین کنونی هورامان پراکنده گشتنه که به مرور زمان روستاهای فراوانی را ایجاد کردند و بعدها این مردمان گوران به هورامی معروف شدند و در واقع ریشه‌های تمامی مردم هورامی زبان کنونی ساکن در خطه هورامان که شامل شهرهای پاوه و سروآباد تا نوسود و نودشه و هورامان تخت و … هستند به منطقه پالنگان برمی گردد که در حقیقت اجداد تمامی مردمان هورامی زبان کنونی ساکن در آن منطقه بوده‌اند که بعدها و به مرور زمان در سرتاسر خطه هورامان پراکنده گشتند.
کهن‌ترین آثار سکونت انسان در بررسی‌ها و کاوشهای باستان‌شناسی در اطراف روستای هجیج، ناو و اسپریز یافت شده و مربوط به دوران پارینه سنگی است که طبق گزارش باستان شناسان بیش از چهل هزار سال تا حدود ۱۲ هزار سال قدمت دارند. آثار کشف شده شامل ابزارهای سنگی غارنشینان اولیه، استخوان حیوانات شکار شده که بیشتر متعلق به بز کوهی بوده و بقایای اجاق است که در چند غار از جمله گیلوان و مرو دارای کشف شده است. طبق نظر باستان شناسان انسان‌های نئاندرتال که اسکلت آن‌ها در غارهای بیستون و شانیدر یافت شده در پیش از چهل هزار سال پیش در این منطقه می‌زیستند و پس از انقراض آن‌ها انسان هوشمند جدید در این منطقه سکنا گزیده است که آثار آن‌ها در غار کناچه کشف شده است.
آثاری از سکونت انسان در عصر آهن در نزدیکی روستای روآر یافت شده شامل چند سکونتگاه و یک گور بزرگ سنگی با سقف گنبدی شکل است که حدود سه هزار سال قدمت دارد. این گور سنگی احتمالاً از قدیمی‌ترین شواهد گنبد سازی در غرب زاگرس است که با شیوه خشکه‌چین ساخته شده است. از دیگر آثار عصر آهن در اورامان سنگ‌نبشته اورامان در نزدیکی تنگی ور است. این کتیبه مربوط به دوره آشوری‌ها است که نقش سارگون دوم شاه آشور بر آن نمایش داده شده که همراه با کتیبه‌ای میخی به زبان آشوری در شرح لشکرکشی‌های وی در غرب زاگرس و اورامان است. بخشی از یک نقش برجسته آشوری در سالهای اخیر در شرق کوسالان یافت شده که نمایشگر یک شاه آشوری است.
از دوره سلوکی و اشکانی چند پوست نوشته کشف شده که با عنوان بنچاق اورامان از آن‌ها یاد می‌شود. این مجموعه در درون یک ظرف سفالی در غاری نزدیک روستای پالنگان در دره تنگی ور کشف و به وسیلهٔ سعید خان کردستانی به موزه بریتانیا در لندن اهدا شد که در نهایت به کتابخانه بریتانیا منتقل شده‌اند. این پوست نوشته‌ها به زبان یونانی و پهلوی اشکانی نوشته شده‌اند و سند فروش تاکستان و زمین اند که در آن‌ها به اسامی ساکنان منطقه مانند پاتسپار، تیراک پسر آپن و اویل پسر بشنین اشاره شده است. طبق این اسناد در آن دوره اشخاص با نام پدر شناخته می‌شدند.
در دوره افشار و قاجار برخی از طوایف ساکن اورامانات برای تقویت قوای نظامی نواحی شرقی مازندران و جلوگیری از حملات ازبکان، به نزدیکی گرگان کوچانده شدند.

### پس از ورود اسلام
تنها اشاره ای که به رابطه کردها با اسلام می‌شود که سندیت دارد و در قدیمی‌ترین کتاب‌ها به آن اشاره می‌گردد و کاملاً در ارتباط با هورامان آن زمان دارد مطلبی است در خصوص یکی از اصحاب پیامبر است که در آن زمان و در آستانه ظهور پیامبر از منطقه ای در اطراف شهر زوور آن زمان به مدینه در نزد پیامبر اکرم می‌رود و موفق به ملاقات پیامبر می‌گردد و به دین اسلام در می‌آید که به صورت خلاصه این شخص با نام گاوان (کاوان) از طایفه ای به نام طایفه گاوانی در شهر زوور در ولایت جبال بوده است و در نزد اعراب بانام جابان الکردی معروف می‌شود که در مدینه باقی می‌ماند و در آنجا صاحب فرزندی می‌گردد که نام او را ابوبصیر می‌گذارد که در منابع تاریخی صدر اسلام این شخص به ابوبصیرالصردی معروف است که تنها طایفه از مردمان کنونی هورامان که در این اسناد از آن‌ها نام برده می‌شود و گاوان را از آن طایفه می‌داند طایفه گلالی‌ها است که در گذشته گاوانی نام داشته‌اند اما در سیر تطور خود به گلال تبدیل شده است.
بعد از اسلام زمانی که مسلمانان به ایران حمله کردند قلعه پالنگان نیز از این حملات در امان نماند حدود سه ماه این قلعه به محاصرهٔ مسلمانان درآمد و بعد از سه ماه با همکاری چندین نفر از ساکنان قلعه دروازه‌های قلعه باز شده و مسلمانان توانستند قلعه را تصرف کنند اما نتوانستند به زور ساکنان قلعه را مجبور به پذیرش اسلام کنند و تا قرن‌ها بعد نیز ساکنان بر آیین قدیمی خود که همان آیین یاری ماندند. حاکمین گورانی که قبل از حکومت اردلانهادر این منطقه حکمرانی می‌کردند همین آیین را داشتند اما با تغییر مذهب در دوران صفوی‌ها و قبول کردن مذهب صفوی‌ها شیعهٔ اثنی‌عشری از جانب حاکمان اردلان، ساکنین این قلعه به زور به مناطق دیگری همچون دالاهو و دینور کوچ داده شدند که تا کنون نیز بر آیین خود مانده‌اند و به نام یارسان مشهورند.
عبدالصمد توداری در کتاب نورالانوار می‌گوید پالنگان در قدیم پایتخت یکی از خان‌های مغول بوده است و شهری آباد و پر رونق، البته روشن‌ترین دوران پالنگان برمی‌گردد به دوران صفوی‌ها؛ «صدیق صفی‌زاده» در کتاب کرد و کردستان چنین می‌گوید: در آن دوران سه نفر با نام‌های محمد بیگ، غیب‌الله بیگ و امیر اسکندر پالنگانی در پالنگان حکمرانی می‌کردند و قلعه‌های دیوزناو، مروارید، عین، نشور، پیلانه زیر سلطهٔ این افراد بوده است، از آن پس تاکنون شهر پالنگان از رونق افتاده و به صورت یک روستای بزرگ باقی مانده است.

## فرهنگ

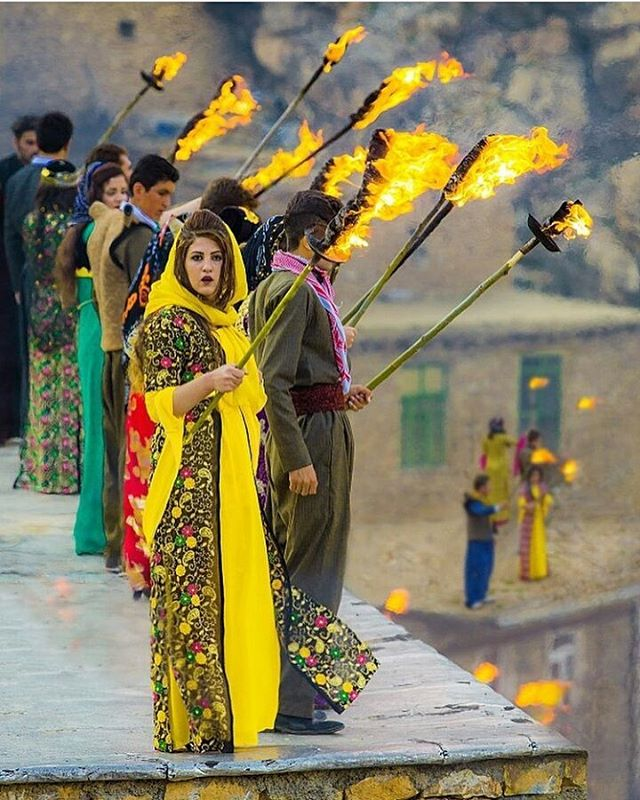
جشن نوروز

مردم منطقه بر این باورند اورامانات تخت زمانی شهری بزرگ بوده و مرکزیتی خاص داشته به همین دلیل از آن به عنوان تخت یا مرکز حکومت ناحیهٔ اورامان یاد می‌کرده‌اند. به غیر از وضعیت خاص روستا از نظر معماری، موقعیت چشمه‌های پرآب، مراسم خاص و آداب و رسوم و وجود مقبره و مسجد پیر شالیار و به ویژه جمعیت و تعداد سکنه قابل توجه آن نشانگر اهمیت منطقه از دوره‌های
گذشته است. پیش از ورود پارچه و کفش‌های خارجی و سایر منسوجات داخلی به استان کردستان، بیشتر پارچه‌ها و پای‌افزار مورد نیاز آن‌ها توسط بافندگان و دوزندگان محلی بافته و ساخته می‌شده است.

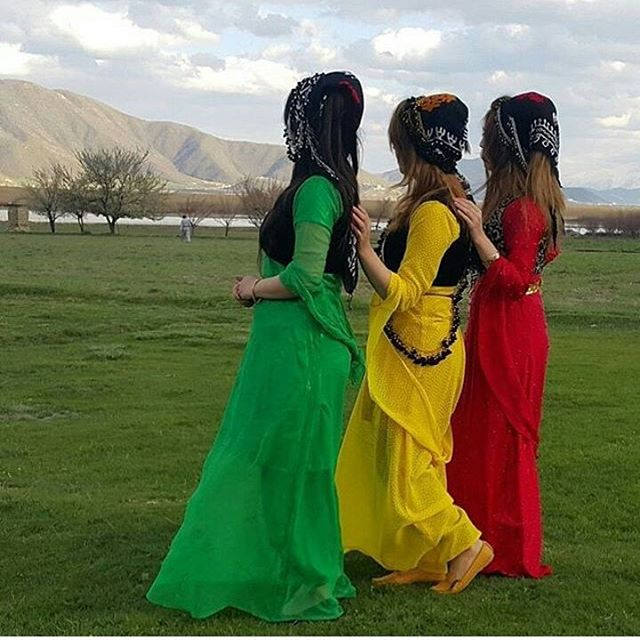
پوشش زنان اورامان
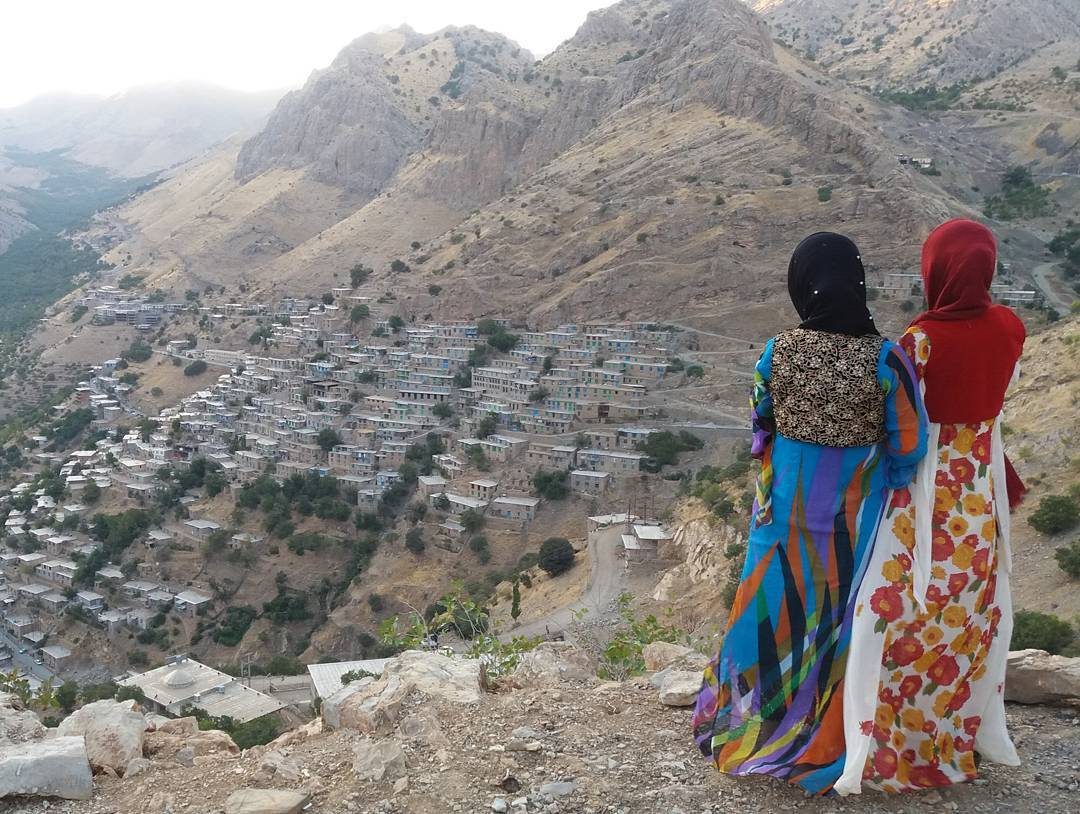

### معماری
معماری اورامانات کاملاً با کوهستان انطباق یافته و متکی بر ساخت و ساز با استفاده از سنگ و به‌صورت خشکه چین است و خانه‌ها در روستاهای منطقه با توجه به شیب تند دامنه‌های صخره‌ای به صورت پلکانی ساخته شده است. خانه‌ها در اکثر موارد در دو طبقه ساخته شده و براساس معیشت فضاهای خانه‌ها با یکدیگر متفاوت است و خانه‌های افراد باغ دار، کشاورز، دامدار کمابیش با هم متفاوت است. در بسیاری از موارد طبقه همکف به محل نگهداری گله و انبار اختصاص دارد. فضای اصلی مسکونی در طبقه بالاتر واقع است و از بخش‌های مختلفی تشکیل می‌شود.
در دهه‌های اخیر معماری هورامان تا خد زیادی تحت تأثیرات منفی مُدهای رایج در معماری شهری ایران قرار گرفته است و انواع نماهای رومی چهرهٔ شهرها و حتی روستاهای این منطقه را تحت تأثیر قرار داده است که این امر مورد انتقاد کارشناسان معماری و فعالان فرهنگی قرار گرفته است.

### زبان
زبان مردم پاوه و هه‌ورامانات هورامی است. هورامی دارای چند زیر شاخه شامل لهونی، تختی، بیسارانی، حلبچه‌ای و شیخانی و پاوه ای است. در مورد ماهیت زبان هورامی و جایگاه آن در گروه زبان‌های شمال غربی ایران دیدگاه‌ها گوناگون وجود دارد از جمله اُرانسکی که آن را گونه‌ای از گویش‌های گورانی و زازا شاخهٔ زبان‌های پارتی اشکانی می‌داند.

### صنایع دستی
در منطقهٔ هورامان صنایع دستی همچون ارغوان‌بافی، گیوه بافی ، مرس‌بافی، تولید لباس‌های کُردی، سفال‌گری و ساخت زیورآلات کُردی رواج دارد. همچنین شهر نودشه در شهرستان پاوه به عنوان شهر ملی گیوه ایران ثبت شده است.

## ثبت جهانی
منطقهٔ هورامان که چشم‌انداز فرهنگی آن در میراث جهانی یونسکو به ثبت رسیده است، ۴۰۹ هزار هکتار وسعت دارد که شامل دو بخش شمالی و جنوبی هورامان در دو استان کرمانشاه و کردستان می‌شود که بخش جنوبی آن چهار شهرستان پاوه و بخش شمالی آن دو شهرستان مریوان و سروآباد را در بر می‌گیرد. این محدودهٔ ۴۰۹ هکتاری به دو قسمت عرصه و حریم تقسیم می‌شود که ۱۰۶ هزار هکتار آن مربوط به عرصه و ۳۰۳ هزار هکتار نیز جزو حریم است. بخش اصلی چشم‌انداز فرهنگی اورامانات شامل دره‌های ژاوه‌رود، اورامان تخت و لهون است. چشم‌انداز فرهنگی اورامانات در در چهل و چهارمین اجلاس کمیته میراث جهانی یونسکو به عنوان بیست‌وششمین اثر میراث فرهنگی ملموس کشور ایران در فهرست جهانی یونسکو ثبت شد. طبق تعریف کمیته میراث جهانی، چشم‌اندازفرهنگی (Cultural Landscape) شامل آن دسته از اموال فرهنگی هستند که معرف کار مشترک انسان و طبیعت باشند و نحوه تأثیر الگوهای فرهنگی ساکنان یک منطقه بر جغرافیای خاص آن سرزمین را نشان دهند. در سال ۱۳۹۹ ارزیابی میدانی چشم‌انداز فرهنگی هورامان/اورمانات توسط ارزیاب ایکوموس جهانی انجام شد. پیش از آغاز کمیته میراث جهانی یونسکو نیز نظر اولیه کارشناسان ایکوموس بر این بوده که این پرونده شانس بالایی برای ثبت جهانی دارد.
چشم‌انداز دورافتاده و کوهستانی هورامان گواهی بر فرهنگ تاریخی مردم هورامی است، یک قبیله کُرد کشاورز روستانشین است که از حدود ۳۰۰۰ پیش از میلاد در این منطقه ساکن بوده‌اند. این منطقه، در دل کوه‌های زاگرس در استان‌های کردستان و کرمانشاه در امتداد مرز غربی ایران، شامل دو بخش درهٔ مرکزی شرقی (ژاوه‌رود و تخت، در استان کردستان) و درهٔ غربی (لُهون، در استان کرمانشاه) است. نحوهٔ سکونت انسان در این دو دره طی هزاره‌ها با محیط کوهستانی ناهموار سازگار شده است. پلان‌بندی و معماری شیب‌دار، باغبانی در تراس‌های سنگی، دامداری و مهاجرت فصلی از ویژگی‌های بارز فرهنگ و زندگی محلی مردم نیمه‌کوچ‌نشین هورامی است که هر ساله در فصل‌های مختلف در مناطق هموار و مرتفع زندگی می‌کنند. حضور پیوستهٔ آنها در این چشم‌انداز، همچنین با تنوع زیستی استثنایی و بومی‌گرایی توسط ابزارهای سنگی، غارها و پناهگاه‌های سنگی، تپه‌ها، بقایای محل‌های اسکان دائمی و موقت و کارگاه‌ها، گورستان‌ها، جاده‌ها، روستاها، قلعه‌ها و … مشخص می‌شود. همچنین ۱۲ روستای موجود در این منطقه نشان‌دهنده پاسخ‌های تکامل‌یافته مردم هورامی به کمبود زمین تولیدی در محیط کوهستانی آنها طی هزاره‌ها است.